# Olympische Geschichte Omans
| Gelbes Symbol für Goldmedaillen mit stilisierten Olympischen Ringen | Graues Symbol für Silbermedaillen mit stilisierten Olympischen Ringen | Braundes Symbol für Bronzemedaillen mit stilisierten Olympischen Ringen |
| ------------------------------------------------------------------- | --------------------------------------------------------------------- | ----------------------------------------------------------------------- |
| —                                                                   | —                                                                     | —                                                                       |

Oman, dessen NOK, die al-Ladschna al-ulimbiyya al-ʿumaniyya, 1982 gegründet und im selben Jahr vom IOC anerkannt wurde, nimmt seit 1984 an Olympischen Sommerspielen teil. Zu Winterspielen wurden bislang keine Sportler aus dem Oman geschickt. Bei beiden bislang ausgetragenen Jugend-Sommerspielen waren jugendliche Athleten des Landes vertreten.

## Übersicht

### Sommerspiele
Die erste omanische Olympiamannschaft, die 1984 in Los Angeles antrat, bestand aus Leichtathleten, Sportschützen und Seglern. Bei weiteren Teilnahmen gingen omanische Boxer (ab 1988) sowie Radsportler und Schwimmer (ab 1996) an den Start.
Die ersten omanischen Olympioniken waren am 29. Juli 1984 die Sportschützen Juma al-Rahbi und Ali al-Ghafiri. Die erste Frau Omans bei Olympischen Spielen war am 16. August 2008 die Sprinterin Butheyna al-Yaqoubi. 
Das beste Ergebnis konnte 1988 Mohamed Amer al-Malky in der Leichtathletik verzeichnen. Über 400 Meter erreichte er das Finale und wurde Achter.

### Jugendspiele
Bei den ersten Jugend-Sommerspielen 2010 in Singapur traten zwei Jugendliche, ein Junge und ein Mädchen, in den Sportarten Leichtathletik und Reiten an. Eine Medaille, die nicht in der Medaillenbilanz des Omans berücksichtigt wird, gewann der Springreiter Sultan al-Tooqi, der mit seinem Pferd Joondooree Farms Damiro in der gemischten Mannschaft Australasia die Silbermedaille holte. 2014 in Nanjing nahmen drei Jugendliche, zwei Jungen und ein Mädchen, in der Leichtathletik und im Beach-Volleyball teil. 

## Übersicht der Teilnehmer

### Sommerspiele
| Jahr      | Athleten           | Athleten           | Athleten           | Flaggenträger              | Sportarten         | Sportarten         | Sportarten         | Sportarten         | Sportarten         | Sportarten         | Medaillen          | Medaillen          | Medaillen          | Medaillen          | Medaillen          |
| Jahr      | Gesamt             | m                  | w                  | Flaggenträger              | Leichtathletik     | Schießen           | Segeln             | Boxen              | Radsport           | Schwimmen          |                    |                    |                    | Gesamt             | Rang               |
| --------- | ------------------ | ------------------ | ------------------ | -------------------------- | ------------------ | ------------------ | ------------------ | ------------------ | ------------------ | ------------------ | ------------------ | ------------------ | ------------------ | ------------------ | ------------------ |
| 1896–1980 | nicht teilgenommen | nicht teilgenommen | nicht teilgenommen | nicht teilgenommen         | nicht teilgenommen | nicht teilgenommen | nicht teilgenommen | nicht teilgenommen | nicht teilgenommen | nicht teilgenommen | nicht teilgenommen | nicht teilgenommen | nicht teilgenommen | nicht teilgenommen | nicht teilgenommen |
| 1984      | 16                 | 16                 | 0                  | Mohamed al-Busaidi         | 7                  | 8                  | 1                  |                    |                    |                    |                    |                    |                    |                    |                    |
| 1988      | 8                  | 8                  | 0                  | Abdul Latif al-Bulushi     | 5                  | 1                  |                    | 2                  |                    |                    |                    |                    |                    |                    |                    |
| 1992      | 5                  | 5                  | 0                  |                            | 4                  | 1                  |                    |                    |                    |                    |                    |                    |                    |                    |                    |
| 1996      | 4                  | 4                  | 0                  | Khalifa al-Khatry          | 1                  | 1                  |                    |                    | 1                  | 1                  |                    |                    |                    |                    |                    |
| 2000      | 6                  | 6                  | 0                  | Mohamed Amer al-Malky      | 4                  | 1                  |                    |                    |                    | 1                  |                    |                    |                    |                    |                    |
| 2004      | 2                  | 2                  | 0                  | Hamoud Abdallah al-Dalhami | 1                  | 1                  |                    |                    |                    |                    |                    |                    |                    |                    |                    |
| 2008      | 4                  | 3                  | 1                  | Dadallah al-Bulushi        | 2                  | 1                  |                    |                    |                    | 1                  |                    |                    |                    |                    |                    |
| 2012      | 3                  | 2                  | 1                  | Ahmed al-Hatmi             | 2                  | 1                  |                    |                    |                    |                    |                    |                    |                    |                    |                    |
| 2016      | 4                  | 2                  | 2                  | Hamed Said al-Khatri       | 2                  | 2                  |                    |                    |                    |                    |                    |                    |                    |                    |                    |
| Gesamt    | Gesamt             | Gesamt             | Gesamt             | Gesamt                     | Gesamt             | Gesamt             | Gesamt             | Gesamt             | Gesamt             | Gesamt             | 0                  | 0                  | 0                  | 0                  | -                  |

### Winterspiele
| Jahr      | Athleten           | Athleten           | Athleten           | Flaggenträger      | Sportarten         | Medaillen          | Medaillen          | Medaillen          | Medaillen          | Medaillen          |
| Jahr      | Gesamt             | m                  | w                  | Flaggenträger      | Sportarten         |                    |                    |                    | Gesamt             | Rang               |
| --------- | ------------------ | ------------------ | ------------------ | ------------------ | ------------------ | ------------------ | ------------------ | ------------------ | ------------------ | ------------------ |
| 1924–2018 | nicht teilgenommen | nicht teilgenommen | nicht teilgenommen | nicht teilgenommen | nicht teilgenommen | nicht teilgenommen | nicht teilgenommen | nicht teilgenommen | nicht teilgenommen | nicht teilgenommen |
| Gesamt    | Gesamt             | Gesamt             | Gesamt             | Gesamt             | Gesamt             | 0                  | 0                  | 0                  | 0                  | -                  |

## Liste der Medaillengewinner

### Goldmedaillen
Bislang (Stand 2018) keine Goldmedaillen

### Silbermedaillen
Bislang (Stand 2018) keine Silbermedaillen

### Bronzemedaillen
Bislang (Stand 2018) keine Bronzemedaillen